# Stantcha
Stantcha ou Stanča (en macédonien Станча) est un village du nord-est de la Macédoine du Nord, situé dans la municipalité de Rankovtsé. Le village comptait 23 habitants en 2002.

## Démographie
Lors du recensement de 2002, le village comptait :
- Macédoniens : 23